# Batang Kuis Pekan
Batang Kuis Pekan is een bestuurslaag in het regentschap Deli Serdang van de provincie Noord-Sumatra, Indonesië. Batang Kuis Pekan telt 4883 inwoners (volkstelling 2010).